# 阳极射线

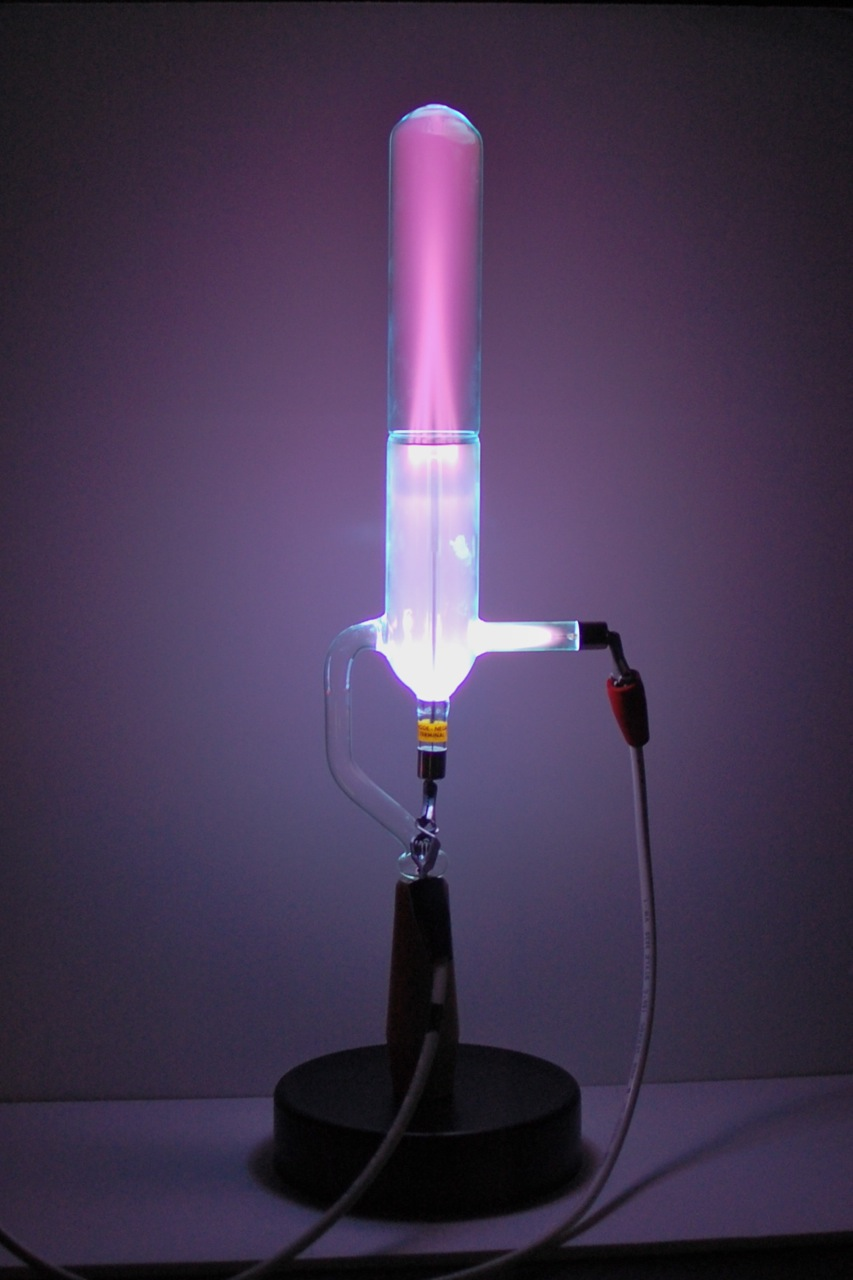
阳极射线管显示射线穿过打孔的阴极，并在其上方发出粉红色的光芒。

阳极射线（Anode ray），也称为正离子射线、正射线或通道射线，是由某些类型的气体放电管产生的正离子束。 
1886 年，德国科学家欧根·戈尔德斯坦首次在克鲁克斯管中观察到了它们。
后来威廉·维恩和约瑟夫·汤姆孙对阳极射线的研究促进了质谱分析法的发展。